# (2327) Gershberg
(2327) Gershberg (1969 TQ4) – planetoida z pasa głównego asteroid okrążająca Słońce w ciągu 3,65 lat w średniej odległości 2,37 au. Odkryta 13 października 1969 roku.